# Manuel Aranzadi Irujo
Manuel Aranzadi Irujo (Lizarra, 31 de març de 1882- Pamplona, 25 d'abril de 1942) fou un advocat i polític navarrès d'ideologia nacionalista basca. La seva mare va brodar la ikurriña que es va onejar a la Gamazada. Juntament amb el seu cosí Manuel de Irujo Ollo van ser pioners del nacionalisme basc a Navarra. Membre actiu del Napar Buru Batzar (NBB) del Partit Nacionalista Basc (PNB).
En 1909 va ser un dels fundadors del Centre Basc de Pamplona. Diputat a Corts per Navarra el 1918 d'ensesa amb els integristes i els mauristes, va repetir a les eleccions de 1919 i 1920, i a les eleccions de 1923 integrat a l'Aliança Foral amb els jaumistes. Va sol·licitar en les Corts la reintegració foral per a modernitzar les institucions basques, sense qüestionar en cap moment l'espanyolitat de Bascònia ni la Llei de Furs de Navarra de 1841 que considerava que no estava complerta. Va ser contrari a les postures independentistes.
Fundador de la Societat d'Estudis Bascos (Eusko Ikaskuntza) el 1918, de la que en fou un ferm puntal en totes les seves gestions autonomistes, i de La Voz de Navarra el 1923. Creador i inspirador, el 1929, de les recopilacions legislatives i jurisprudencials que avui es coneixen amb el nom d'El Aranzadi, és a dir, el "Repertori Cronològic de Legislació i el Repertori de Jurisprudència", amb les seves específics i respectius "Índex Progressiu de Legislació i Índex Progressiu de Jurisprudència". Membre del Consell d'Administració de Jaureguizar S. A., fundada pel seu pare Estanislao Aranzadi Izcue.
Va col·laborar, dintre de la Societat d'Estudis Bascos, en 1930, en la preparació de l'Estatut d'Estella. Va mantenir disensions importants durant la Segona República Espanyola amb la direcció del PNB. Aquesta els obligava a participar en el Bloc Catòlic-Foralista profundament antirrepublicà. Finalment es va imposar la tesi de la direcció, després de defenestrar la llista presentada pels nacionalistes navarresos amb Aranzadi al capdavant i col·locar en la llista amb els catòlics-foralistes de José Antonio Aguirre. Això es convertiria en un greu error perquè els va enemistar amb els republicans, i provocà l'enfonsament de l'Estatut i el desprestigi del nacionalisme a Navarra. A l'esclatar la guerra civil, Aranzadi es va presentar voluntari amb els revoltats, d'acord amb el comunicat d'adhesió del NBB a l'alçament antirrepublicà.